# Giorgi Mikadze
Giorgi Mikadze (georgisch გიორგი მიქაძე; * 20. Mai 1989 in Tiflis) ist ein georgischer Pianist, Komponist und Arrangeur, der auch im Jazzbereich arbeitet.

## Leben und Wirken
Mikadze begann im Alter von fünf Jahren mit dem Klavierspiel. Er trat bereits mit 12 Jahren auf und spielte sinfonische Klavierkonzerte. Er absolvierte ein Klavierstudium und begann mit 14 Jahren zu komponieren. Bereits während der Schulzeit entdeckte er den Jazz. Er setzte seine Studien am Berklee College of Music und der Manhattan School of Music fort.
Im Bereich des Jazz tourte er mit Lee Ritenour und arbeitete mit Roy Hargrove, Dave Liebman, Meshell Ndegeocello, Chris Potter, Nils Landgren, Tia Fuller, Patti Austin, Jojo Mayer, Brett Dennen, Siedah Garrett, Stefon Harris, Eva Klesse, Ellen Andrea Wang, Tom Kennedy, Phil Wilson und Mulatu Astatke.
Als Pianist und Komponist hat Mikadze mit dem Tifliser Symphonieorchester, dem Berklee Symphonieorchester und dem MSM Jazz Philharmonic Orchestra gearbeitet. In seinen Jazzkompositionen erforscht er die Mikrotonalitäten der traditionellen georgischen Volksmusik und nutzt diese Strukturen für innovative neue musikalische Motive.
Mikadze hat 2016 erstmals sein Projekt VOISA mit einer All-Star-Band und dem georgischen Ensemble Basiani, das über eine enorme Erfahrung bei der Aufführung alter und historischer georgischer Lieder und Gesänge verfügt, realisiert. Auf die amerikanische Weltpremiere folgten Aufführungen in China und Georgien. Eine Aufnahme wurde 2017 von der Georgian Chanting Foundation veröffentlicht. 2017 wurde sein Werk Georgian Overtones bei der Berliner Young Euro Classic uraufgeführt. Seine Konzerte wurden von ARTE und anderen Radio- und Fernsehsendern in Europa, Asien und Amerika übertragen. Weiterhin trat er beim Newport Jazz Festival, Montreux Jazz Festival, Tiflis Jazz Festival, Bean Town Jazz Festival, Kavkaz Jazz Festival, Black Sea Jazz Festival und dem Festival Autumn Tiflis auf. Er hat auch Schauspielmusiken für das Rustaweli-Theater komponiert.
Mikadze gewann klassische Klavierwettbewerbe und wurde in mehreren Ländern ausgezeichnet.

## Diskographische Hinweise
- Giorgi Mikadze & Basiani Ensemble Voisa (Georgian Chanting Foundation 2017)
- Philipp Gerschlauer & David Fiuczynski Mikrojazz (RareNoise, 2017, mit Jack DeJohnette, Matt Garrison)
- Georgian Microjamz (RareNoise, 2020, mit David Fiuczynski, Panagiotis Andreou, Sean Wright sowie Ensemble Basiani, Nana Valishvili; Bestenliste Preis der deutschen Schallplattenkritik)